# Il tiranno di Padova
Il tiranno di Padova è un film del 1946 diretto da Max Neufeld, basato sul dramma teatrale Angelo, tiranno di Padova di Victor Hugo.

## Trama
Padova, 1540. Angelo è sposato con Caterina ma ha una relazione con Tisbe, un'attrice che viaggia con Rodolfo presentato come suo fratello in realtà suo amante ma anche il primo e vero amore di Caterina.
Tisbe sta anche cercando la figlia della donna che salvò la madre dalla pena capitale e alla quale aveva donato un crocifisso.
Caterina, vittima di un complotto ordito proprio da Angelo e Tisbe, viene salvata da lei in extremis dato che ha riconosciuto in lei la figlia della donna che ha salvato la madre dalla pena capitale.

## Produzione
Il tiranno di Padova fu uno degli ultimi film realizzati dalla Scalera Film a Venezia nell'ambito del Cinevillaggio, struttura di produzione cinematografica del fascismo repubblichino, sorta in sostituzione di Cinecittà, all'epoca abbandonata a causa della guerra in corso. Come molti altri film realizzati durante la RSI venne distribuito solo dopo la fine del conflitto e la caduta del regime, con il doppiaggio effettuato a Roma.

## Distribuzione
Il film venne distribuito nelle sale cinematografiche italiane a partire dal 28 dicembre del 1946.
Negli anni 2010 il film è stato distribuito in formato DVD per il circuito home-video dalla Cristaldi Film.